# Marileidy Paulino
Marileidy Paulino (Nizao, 25 oktober 1996) is een atlete uit de Dominicaanse Republiek, die gespecialiseerd is in het sprinten, met als specialiteit de 400 m. Zij nam tweemaal deel aan de Olympische Spelen en behaalde hierbij eenmaal goud en tweemaal zilver. Haar eerste van die twee zilveren medailles, op de 400 m tijdens de Spelen van 2020, was tevens de eerste olympische medaille ooit van een Dominicaanse vrouw op een individueel atletiekonderdeel. Op de wereldkampioenschappen veroverde ze in 2022 en in 2023 telkens één wereldtitel.

## Biografie

### Jeugd en opleiding
Paulino komt uit een gezin van zes kinderen, waarvan zij de vijfde was, die werden opgevoed door hun moeder. De zware omstandigheden waarin zij opgroeide inspireerden haar om een stichting in het leven te roepen die hulp biedt aan weeskinderen. Tijdens haar highschool-jaren kwam zij met de sport in aanraking. Ze ging volleyballen en haalde bijna het nationale handbalteam. De toenmalige minister van sport zag haar een keer in actie en zorgde ervoor, dat zij werd opgenomen in trainingskamp voor de atletiek, waarna zij werd gerekruteerd door de Dominicaanse Atletiekbond. Ze startte haar atletiektrainingen blootsvoets.
In 2021 startte zij met de studie Lichamelijke Opvoeding aan de Universidad Autónoma de Santo Domingo.
Paulino is sinds 2023 Tweede Luitenant bij de Dominicaanse Luchtmacht. Ze won verschillende medailles op de Dominicaanse Militaire Spelen en ontving de Panamerican Flight Medal.

### Eerste internationale successen
Paulino veroverde in 2016 op achttienjarige leeftijd haar eerste nationale titel bij de senioren op de 100 m en kwam dat jaar voor het eerst uit op een internationaal atletiektoernooi: als lid van het Dominicaanse team op de 4 × 100 m estafette werd zij vijfde tijdens de Ibero-Amerikaanse kampioenschappen in Rio de Janeiro. Vervolgens werd zij op de NACAC U23 kampioenschappen in San Salvador vijfde op de 100 m en zesde op de 200 m.
In 2017 was het belangrijkste internationale toernooi waaraan Paulino deelnam de Universiade in Taipei, Taiwan. Ze kwam daar uit op de 200 m, waarin zij doordrong tot de halve finales, en de 4 × 100 m estafette, waarin het Dominicaanse team in de series werd gediskwalificeerd vanwege een foute wissel.
Aan het begin van 2018 nam Paulino deel aan de Villanova Invitational, een indoortoernooi in New York, waar zij zich op één dag twee nationale indoorrecords toe-eigende: op de 60 m werd zij tweede in 7,45 s, waarna zij de 200 m won in 23,82, een verbetering van het vorige record met 0,37 seconden. Later dat jaar nam zij deel aan de Centraal-Amerikaanse en Caraïbische Spelen in Barranquilla, Colombia, waar zij zowel op de 100 als de 200 m vierde werd. Op deze laatste afstand had zij eerder in haar serie een tijd van 22,87 gelopen, een nationaal record, haar derde dat jaar. Ten slotte veroverde zij op de 4 × 100 m haar eerste medaille, een bronzen, op een groot internationaal toernooi.
Van de overheid ontving zij dat jaar als dank voor haar prestaties een appartement in haar woonplaats Nizao. Ze nam dit overheidsgeschenk in dankbaarheid aan en verklaarde dat dit voor haar een levensveranderende gebeurtenis was.

### Zilver op Militaire Wereldspelen
In 2019 veroverde Paulino de nationale titels op de 100 en 200 m, waarmee zij zich kwalificeerde voor zowel de Pan-Amerikaanse Spelen in Lima als de wereldkampioenschappen in Doha. Op het eerste toernooi strandde zij op de 100 m in de halve finale en werd zij op de 200 m zevende. Op de WK nam zij alleen deel aan de 200 m en kwam zij niet verder dan de halve finale. Op de in het naseizoen gehouden Militaire Wereldspelen In Wuhan had zij meer succes. Op de 200 m veroverde zij daar de zilveren medaille. Voor de Dominicaanse delegatie waren het, met nog een tweede zilveren en twee bronzen medailles, de meest succesvolle Militaire Wereldspelen ooit. 
Vanwege de uitbraak van de coronapandemie was er in 2020 geen sprake van deelname aan wedstrijden. Paulino benutte de vrijgekomen tijd om zich samen met haar coach te richten op de 400 m.

### Records in aanloop naar de OS 2021
In 2021 wist Paulino zich al vroeg te kwalificeren voor de Olympische Spelen in Tokio door in eigen land een 400 m te lopen in 50,31, een nationaal record en een flink stuk sneller dan de voor olympische deelname vereiste 51,22. Ondanks de door de coronapandemie ontstane wedstrijdbeperkingen verklaarde zij, dat zij zich in haar trainingen erop richtte om op die Spelen goed in vorm te zijn.
Begin mei maakte zij daarna deel uit van het Dominicaanse team dat tijdens de World Athletics Relays in Chorzów op de gemengde 4 x 400 m estafette zich probeerde te kwalificeren voor de Spelen in Tokio. Dat lukte. Het Dominicaanse viertal werd er derde in 3.17,58, na in de serie zelfs 3.16,67 te hebben gelopen.
In de aanloop naar de Spelen nam zij vervolgens deel aan een hele serie 400 m-wedstrijden in Zuid-Europa, waarbij zij verschillende malen de 400 m binnen de 51 seconden liep, met als aanvankelijk beste prestatie in Spanje een tijd van 50,25, een verbetering van haar eigen nationale record. Bij weer een andere wedstrijd in Spanje verbeterde zij zich daarna nog verder door voor het eerst in 49,99 de 50 seconden-barrière te doorbreken. Of dat nog niet genoeg was liep ze, eenmaal terug in eigen land, een 200 m in 22,86 en ook dat was een nationaal record.

## Titels
- Olympisch kampioene 400 m - 2024
- Wereldkampioene 400 m - 2023
- Wereldkampioene 4 × 400 m - 2022
- Panamerikaanse Spelen kampioene 200 m - 2023
- Panamerikaanse Spelen kampioene 4 × 400 m - 2023
- Ibero-Amerikaans kampioene 400 m - 2022
- Ibero-Amerikaans kampioen 4 × 100 m - 2022
- Dominicaans kampioene 200 m - 2019, 2023
- Dominicaans kampioene 100 m - 2016, 2019

## Persoonlijke records
Outdoor
| Afstand | Prestatie     | Datum            | Plaats        |
| ------- | ------------- | ---------------- | ------------- |
| 100 m   | 11,38 s       | 19 februari 2023 | Bogota        |
| 200 m   | 22,36 s (NR)  | 25 juni 2022     | Santo Domingo |
| 300 m   | 35,16 s (BNP) | 17 maart 2023    | Carolina      |
| 400 m   | 48,17 s (AR)  | 17 augustus 2024 | Parijs        |

Indoor
| Afstand | Prestatie    | Datum           | Plaats   |
| ------- | ------------ | --------------- | -------- |
| 60 m    | 7,45 s (NR)  | 3 februari 2018 | New York |
| 200 m   | 23,82 s (NR) | 3 februari 2018 | New York |

## Palmares

### 100 m
- 2016:  Dominicaanse kamp. - 11,96 s
- 2016: 5e NACAC U23-kamp. - 11,98 s
- 2018: 4e Centraal-Amerikaanse en Caraïbische Spelen - 11,33 s
- 2019:  Dominicaanse kamp. - 11,35 s
- 2019: 4e in ½ fin. Pan-Amerikaanse Spelen - 11,84 s

### 200 m
- 2016: 6e NACAC U23-kamp. - 24,00 s (+ rugw.)
- 2017: 5e in ½ fin. Universiade - 23,95 s
- 2018: 4e Centraal-Amerikaanse en Caraïbische Spelen - 23,04 s (in serie 22,87 s = NR)
- 2019:  Dominicaanse kamp. - 23,41 s
- 2019: 7e Pan-Amerikaanse Spelen - 23,29 s
- 2019: 6e in ½ fin. WK - 23,03 s
- 2019:  Militaire wereldspelen - 23,18 s
- 2023:  Pan-Amerikaanse Spelen - 22,74 s

### 400 m
- 2021:  OS - 49,20 s
- 2022:  Ibero-Amerikaanse kamp. - 49,49 s
- 2022:  WK - 49,60 s
- 2023:  Centraal-Amerikaanse en Caraïbische Spelen - 49,95 s
- 2023:  WK - 48,76 s
- 2024:  OR - 48,17 s (AR, OR)

Diamond League-podiumplaatsen
- 2021:  Athletissima - 50,40 s
- 2021:  Meeting de Paris - 50,12 s
- 2021:  Weltklasse Zürich - 49,96 s
- 2022:  Qatar Athletic Super Grand Prix - 51,20 s
- 2022:  Meeting International Mohammed VI d'Athletisme de Rabat - 50,22 s
- 2022:  Athletissima - 49,87 s
- 2022:  Weltklasse Zürich - 48,89 s
- 2023:  Qatar Athletic Super Grand Prix - 50,51 s
- 2023:  Meeting de Paris - 49,12 s
- 2023:  Kamila Skolimowska Memorial - 50,00 s
- 2023:  Xiamen Diamond League - 49,36 s
- 2023:  Prefontaine Classic - 49,58 s
- 2024:  Qatar Athletic Super Grand Prix - 50,08 s
- 2024:  Yangtze Delta Athletics Diamond Gala - 50,89 s
- 2024:  Bislett Games - 49,30 s

### 4 × 100 m
- 2016: 5e Ibero-Amerikaanse kamp. - 44,56 s
- 2017: DSQ reeksen Universiade
- 2018:  Centraal-Amerikaanse en Caraïbische Spelen - 43,68 s
- 2022:  Ibero-Amerikaanse kamp. - 43,81 s
- 2023:  Centraal-Amerikaanse en Caraïbische Spelen - 43,45 s
- 2023:  Pan-Amerikaanse Spelen - 44,32 s

### 4 × 400 m
- 2023:  Centraal-Amerikaanse en Caraïbische Spelen - 3.27.84
- 2023:  Pan-Amerikaanse Spelen - 3.34,27

### 4 × 400 m gemengd
- 2021:  World Athletics Relays - 3.17,58 (in serie 3.16,67)
- 2021:  OS - 3.10,21 (NR)
- 2022:  WK - 3.09,82

1964: Betty Cuthbert ·
1968: Colette Besson ·
1972: Monika Zehrt ·
1976: Irena Szewińska ·
1980: Marita Koch ·
1984: Valerie Brisco-Hooks ·
1988: Olga Bryzgina ·
1992: Marie-José Pérec ·
1996: Marie-José Pérec ·
2000: Cathy Freeman ·
2004: Tonique Williams-Darling ·
2008: Christine Ohuruogu ·
2012: Sanya Richards-Ross ·
2016: Shaunae Miller ·
2020: Shaunae Miller ·
2024: Marileidy Paulino